# Gnophos petrina
Gnophos petrina är en fjärilsart som beskrevs av Thurner 1936. Gnophos petrina ingår i släktet Gnophos och familjen mätare. Inga underarter finns listade i Catalogue of Life.